# Basílica de Sant Petroni
La Basílica de Sant Petroni és l'església principal de la ciutat italiana de Bolonya, de la que domina la Plaça Major. Les seves imponents dimensions —132 metres de longitud per 60 d'amplada, i una alçada de la cúpula de 45 metres— en fan la cinquena església més grossa del món.

## Història
Dedicada a sant Petroni, patró de la ciutat, de la que va ser bisbe en el segle v, les obres van començar en 1390, quan l'ajuntament va encarregar a Antonio di Vincenzo els treballs d'edificació d'una gran catedral en estil gòtic, que segons les primeres intencions hagués hagut de sobrepassar -en]dimensió- la Basílica de Sant Pere, a Roma -el projecte d'aquesta majestuositat va ser bloquejat per voluntat papal-.

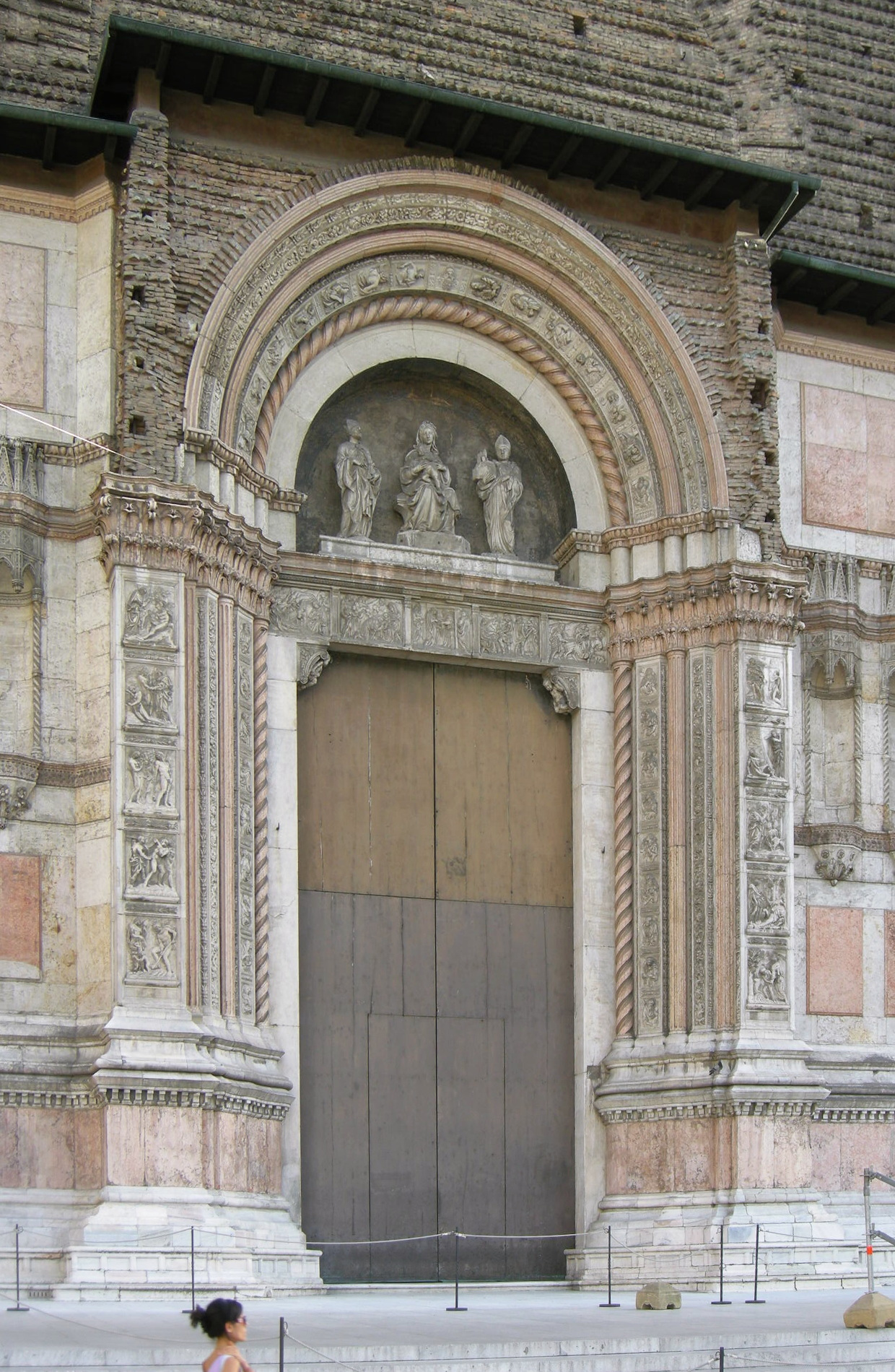
La Porta Magna de Jacopo della Quercia

La basílica va gaudir des d'un principi de gran prestigi, fins al punt que Carles V la va triar per a la seva coronació com a emperador pel papa Climent VII el 1530.
Els treballs es van allargar durant segles: després de la realització de la primera versió de la façana, el 1393 es van iniciar les obres per a les capelles laterals, que van ser només concloses el 1479. Les decoracions de la nau central són obra de Girolamo Rainaldi, que les va portar a terme entre el 1646 i el 1658.
L'embelliment de la façana, amb els nous portals menors a manera de corol·lari de la porta gran central de Jacopo della Quercia, va suposar també el revestiment de la façana. Però les obres es van parar i van reprendre diverses vegades: nombrosos arquitectes -entre ells, Baldassarre Peruzzi, Jacopo Barozzi da Vignola, Andrea Palladio, Alberto Alberti- van ser nomenats per proposar solucions artístiques, sense trobar mai una definitiva. Avui dia la façana roman encara incompleta.
La basílica va ser transferida a la diòcesi solament el 1929 i no va ser consagrada fins al 1954; solament des de l'any 2000 alberga les relíquies del sant patró, fins aleshores conservades a la basílica de Santo Stefano.

### Interior

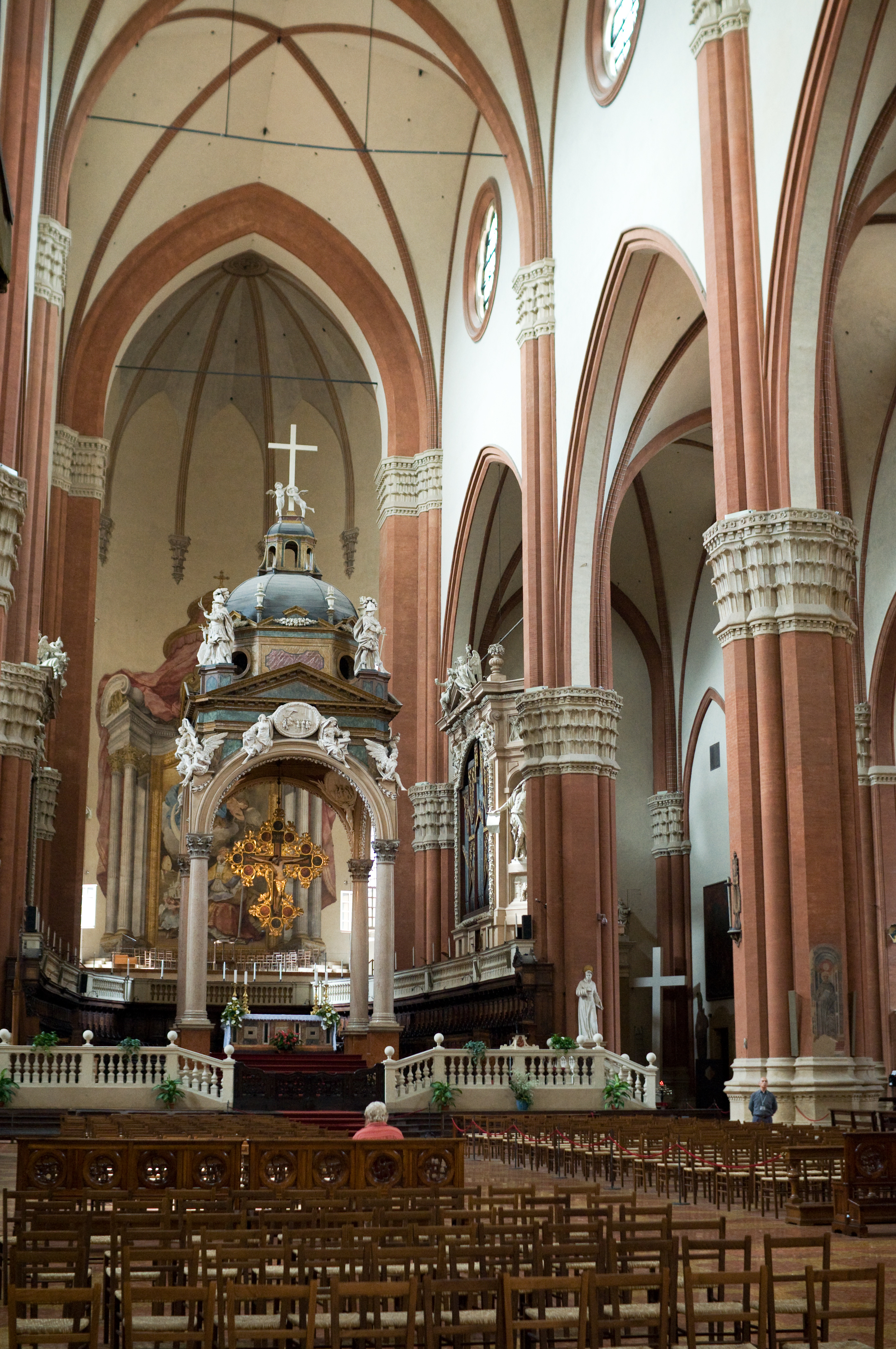
L'altar major i el baldaquí de Jacopo Vignola

A l'interior destaquen la pintura el Matrimoni místic de Santa Caterina de Filippino Lippi, una Mare de Déu i Sants de Lorenzo Costa el Jove o una Pietat d'Amico Aspertini.
Són notables també el joc de colors dels morters i els vitralls policromats.
Es pot ressaltar també el cor de fusta del quattrocento d'Agostino de Marchi, els dos orgues monumentals -el de la dreta, de 1475, és el més antic per entre els orgues arribats fins nosaltres i el primer de registres independents, realitzat per Lorenzo di Giacomo da Prato; el de l'esquerra, obra de Malamini (1596), va ser un afegitó a la fi del segle XVI-, i el baldaquí de l'altar major, erigit el 1547 per Jacopo Vignola.
L'església acull les restes d'Elisa Bonaparte, germana de Napoleó.

#### Capella Bolognini
La quarta capella al costat esquerre, la Capella Bolognini, decorada a inicis de 1400, té una decoració marmòria en estil gòtic; a l'altar es troba un políptic també d'art gòtic de fusta daurada i policromada, amb vint-i-set figures tallades i d'altres pintades. Les parets van ser pintades al fresc per Giovanni de Mòdena: a la dreta el Viatge dels Reis Mags; en la del front, episodis de la vida de sant Petroni. A l'esquerra el complex del Judici Universal presenta una figuració de tipus dantesc, dividida en tres espais; amunt, el Paradís, lloc dels sants, amb la coronació de la Mare de Déu i Crist en una forma «ametllada» (Deisi); a baix, l'arcàngel Miquel i l'Infern dividit en «bolgies» (bolge, en italià, per l'obra de Dant), amb una gegantina figura de Llucifer i Mahoma reclinat.
També és possible admirar a l'interior de l'església la Meridiana de Giandomenico Cassini, construïda el 1655 sobre un projecte de l'astrònom Giovanni Domenico Cassini: els 66,8 m de llarg, en fan la línia meridiana més llarga del món.